# VII Congresso nazionale del Partito Comunista Cinese
Il VII Congresso del Partito Comunista Cinese si tenne dal 23 aprile all'11 giugno del 1945 a Yan'an. Fu un Congresso molto importante: da un lato, si teneva dopo ormai anni di instabilità del Partito e di continui cambiamenti di dirigenza; dall'altro vedeva il trionfo della linea di Mao Zedong. Il PCC era già divenuto il secondo partito comunista del mondo e l'Armata Rossa Cinese contava 910.000 soldati e 2.290.000 miliziani/partigiani.

## Svolgimento del Congresso
- Delegati: 544, più 208 delegati alternativi
- Membri del Partito: 1.21 milioni

Il Congresso si tenne tre giorni dopo il settimo plenum allargato del VI CC del PCC, che aveva denunciato l'opportunismo in seno al Partito e aveva visto il trionfo della linea di Mao Zedong e l'approvazione dei suoi apporti creativi alle indicazioni già date da Stalin alla rivoluzione cinese. I relatori principali furono Mao, Liu Shaoqi (che presentò la revisione dello Statuto), Zhu De (sulla situazione militare) e Zhou Enlai (sul fronte unito). Il Congresso decise di introdurre nello Statuto alcuni riferimenti al pensiero di Mao, inteso come linea guida della rivoluzione cinese in chiave marxista-leninista.
A seguito del Congresso, avvennero dei rivolgimenti politici nel Partito: vennero formati l'Ufficio Politico e del Segretariato, parte del CC, in entrambi i quali si trovavano Mao, Zhu, Liu e Zhou. Mao venne eletto presidente dalla prima sessione plenaria del Comitato centrale.

## Giudizio ufficiale cinese
Al Congresso, Mao Zedong presentò il rapporto politico Sul governo di coalizione, Liu Shaoqi Sulla revisione dello Statuto del Partito, Zhu De Sul campo di battaglia nelle zone liberate, Zhou Enlai Sul fronte unito. Il Congresso sviluppò la politica della linea del Partito per "mobilitare le masse ed allargare le forze popolari che, sotto la dirigenza del nostro Partito, sconfiggeranno l'aggressiore giapponese, libereranno il popolo intero e costruiranno una Cina di nuova democrazia". Il nuovo Statuto del Partito approvato al Congresso stipulò che "il Partito Comunista Cinese assume il pensiero di Mao Zedong, che ha integrato la pratica del marxismo-leninismo con la pratica della rivoluzione cinese, come sua linea guida per tutto il suo lavoro". Questo permise al Partito di unificarsi e compattarsi come mai prima d'ora, stendendo le fondamenta per la completa vittoria sull'aggressore giapponese e successivamente la vittoria della rivoluzione democratica popolare in tutta la nazione."